# Col·legi Vedruna de Palafrugell
L'Escola o Col·legi Vedruna és un centre educatiu concertat de Palafrugell que imparteix educació infantil i primària. L'edifici del municipi de Palafrugell (Baix Empordà) està inclòs en l'Inventari del Patrimoni Arquitectònic de Catalunya. Està situat vora el Camp d'en Prats.

## Edifici
El col·legi (fins al 2003, també convent) s'estructura al voltant d'un espai o claustre de planta rectangular molt allargada amb dos pisos d'arcades ogivals sobre grosses columnes i capitells amb relleus d'obra i també balustrades en el pis. Els cossos d'edifici són de dues plantes, baixa i pis, bàsicament compartimentats per aules i habitacions al llarg dels passadissos. L'església de la Mare de Déu del Carme, neogòtica, té una ostentosa façana amb portada d'arc apuntat com els del finestral trioforat del centre. També hi destaca un òcul, una petita espadanya i guardapols i cornisa motllurats. L'interior de l'església ha estat alterat en els anys anteriors a 1990 i s'ha transformat en un espai amb dues plantes, la baixa dedicada al culte. La façana principal de tot el conjunt presenta obertures apuntades que s'arrengleren a dos nivells. El gros motlluratge de cornisament ressegueix els diferents contorns de les cobertes. Els paraments tenien un acoloriment de to ocre-vermellós amb imitació de carreuada, ja molt perduda. La façana principal dona a un ampli pati frontal tancat amb paret, amb un portal entre pilastres, al carrer Sant Sebastià.

## Història
L'11 de juny de 1859 arribaven a Palafrugell, a petició de l'Ajuntament, cinc monges de la congregació Vedruna per tal de portar a terme tasques sanitàries i docents a l'hospital municipal, dirigides per Magdalena Escolà.
La docència es va impartir posteriorment en diferents locals fins que es va construir l'actual edifici de l'escola seguint les pautes de l'estil neogòtic, acabat l'any 1884; Paula Delpuig, responsable de la congregació carmelita a Catalunya, va comptar en aquest projecte amb l'ajuda econòmica de l'empresari del suro Josep Barris i Buixó i molts altres palafrugellencs. A l'Arxiu Municipal de Palafrugell es conserva el projecte d'alçat de la façana lateral del col·legi, al carrer Bruc, signat pel mestre d'obres Josep Ferrer i Bataller i datat el 1882, tanmateix no resta clar si aquest projecte correspon a una
ampliació d'una part de l'edifici existent, o és l'únic fragment que queda del projecte total.
Des de llavors i fins a l'actualitat, amb el parèntesi de la Guerra Civil Espanyola, l'escola ha continuat la seva activitat docent. Fins al 2003, també va ser un convent de les Germanes Carmelites de la Caritat.

## Premis i reconeixements
El Ple de l'Ajuntament de Palafrugell va atorgar a l'Escola Vedruna la Medalla d'Honor el 29 d'abril de 2009 amb motiu del seu cent cinquanta aniversari (1859 – 2009). L'acte de lliurament va tenir lloc al Teatre Municipal el 25 de maig de 2009.